# Bermenmauer
Eine Bermenmauer oder Grabenzwingermauer bezeichnet im mittelalterlichen Festungsbau eine kleinere Mauer zwischen Wehrgraben und Berme.
Im mittelalterlichen Festungsbau bezeichnete Berme ein ebenes Stück Erde zwischen der Stadt-, Burg-, Festungs- oder Brüstungsmauer und einem vorgelagerten Graben. Die Berme sollte den Druck der Mauer aufnehmen und so die innere oft steile Böschung des Wehrgrabens bzw. den Bereich der inneren Grabenfuttermauer/Eskarpemauer entlasten, um statische Zusammenbrüche der Festungsmauer und der inneren Grabenböschung zu vermeiden. Beim Absturz von Mauerteilen durch Beschuss mit Bliden oder später Mörsern und Kanonen verhinderte die Existenz einer Berme zum großen Teil, dass das Bruchgut den Graben auffüllte.
Eine Bermenmauer erschwerte zusätzlich das Abrutschen des Materials in den Graben.
Die Bermenmauer und die Festungsmauer bildeten einen schmalen Zwinger, den Bermenzwinger, in dem eingedrungene Feinde in ihrer Bewegungsfreiheit und Übersicht eingeschränkt waren und von der höheren Festungsmauer aus gut bekämpft werden konnten.
Häufig ausgeführt wurden starke Bermenmauern mit dem Aufkommen der ersten Kanonen. Mit diesen bearbeiteten Angreifer den Mauerfuß von Festungsmauern mit der etwa zehnfachen Auftreffgeschwindigkeit der Steinkugeln im Vergleich zu den Steingeschossen der alten Bliden (Steinschleudern). Dort geschaffene genügend große Löcher ließen die oberen Mauerteile einstürzen. Als wirksames Abwehrmittel erwies es sich zunächst, den Mauerfuß der Festungsmauer mit einem schweren Schutzschild im Vorfeld der Festungsmauer – eben z. B. einer starken Bermenmauer – zu schützen. Mit dem rasanten Fortschritt der schweren Belagerungsartillerie verloren Bermenmauern aber ebenso wie klassische Festungsmauern letztlich ihre Schutzfunktion gegenüber Truppen, die über ebendiese Bewaffnung verfügten. Die gleiche Aufgabe, das Abfangen von Kanonenkugeln vom Mauerfuß, wies man etwas später vielfach höhergezogenen Kontreeskarpemauern zu.